# Денверський художній музей
Денверський художній музей (англ. Denver Art Museum; скор. DAM) — музей в Денвері, один з найбільших на заході США. Відомий своєю колекцією мистецтва індіанців, містить понад 68000 експонатів.
Початок існування музею сходить до 1893 року, коли був створений Денверський клуб художників (англ. Denver Artists Club). У 1916 році клуб було перейменовано в мистецьке об'єднання — Denver Art Association, а в 1918 році він отримав сучасну назву — Денверський художній музей. У цьому ж році відкрилася його перша галерея. У 1922 році була відкрита галерея в Chappell House. 1948 року музей придбав будівлю в південній частині парку Civic Center Park. Фонди музею, які постійно поповнювалися, вимагали залучення коштів. Після їх отримання у 1954 році було відкрито нове приміщення.

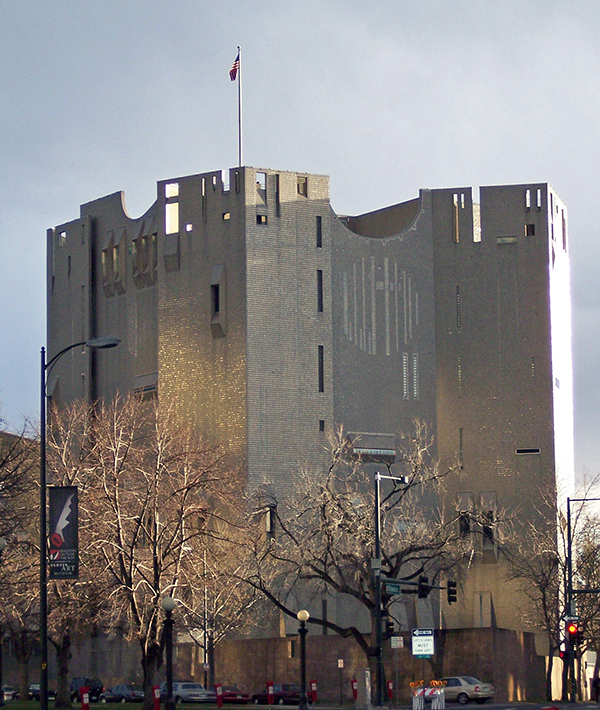
Північна будівля

У 1971 році було відкрито нову семиповерхову Північну будівлю музею, що дозволило зібрати всю колекцію музею під одним дахом. Північна будівля, виконана в стилі архітектурного модернізму, була спроєктована італійським архітектором Джіо Понті спільно з архітектором Джеймсом Садлером з компанії Associates of Denver. Будівля оздоблена компанією Dow Corning спеціальними світловідбиваючими скляними плитками сірого кольору.
У 2006 році був відкритий павільйон Duncan Pavilion і восени цього ж року — будівля імені Фредеріка Гамільтона (англ. Frederic C. Hamilton), оздоблена титаном і склом. Цей проєкт був визнаний Американським інститутом архітекторів як успішне рішення використання технології BIM — інформаційного моделювання будівлі.
У Денверському музеї існують дев'ять відділів. Також у ньому є спеціальний відділ освіти, який займається дослідженням відвідувацької аудиторії, створенням інноваційних матеріалів та інтерактивним навчанням різних груп відвідувачів. Також у музеї регулярно проводяться виставки.